# SN 2011cz
SN 2011cz – supernowa typu II-P odkryta 4 maja 2011 roku w galaktyce A121124+3725. W momencie odkrycia miała maksymalną jasność 19,20m.